# Poecilotheria rajaei
Espèce
Poecilotheria rajaei est une espèce d'araignées mygalomorphes de la famille des Theraphosidae.

## Distribution
Cette espèce est endémique du Sri Lanka. Elle a été découverte à Mankulam dans la province du Nord.

## Description
La femelle holotype mesure 62,29 mm et le mâle paratype 45,02 mm, pour une envergure totale proche de celle d'un visage humain.

## Étymologie
Cette espèce est nommée en référence au policier Michael Rajakumar Purajah, qui en 2009 a guidé Ranil P. Nanayakkara dans la collecte des spécimens étudiés.

## Publication originale
- Nanayakkara, Kirk, Dayanada, Ganehiarachchi, Vishvanath & Kusuminda, 2012 : A new species of tiger spider, genus Poecilotheria, from northern Sri Lanka. British Tarantula Society Journal, vol. 28, no 1, p. 6-15.